# Noblesse oblige (Decibel)
Noblesse oblige è un album in studio del gruppo musicale italiano Decibel, pubblicato nel 2017.

## Tracce
1. My My Generation – 3:28 (Enrico Ruggeri, Silvio Capeccia, Fulvio Muzio)
2. Noblesse oblige – 3:19 (Enrico Ruggeri, Silvio Capeccia, Fulvio Muzio)
3. Gli anni del silenzio – 3:30 (Enrico Ruggeri, Fulvio Muzio)
4. L'ultima donna – 3:35 (Enrico Ruggeri, Silvio Capeccia)
5. Universi paralleli – 4:00 (Enrico Ruggeri)
6. Il jackpot – 4:01 (Enrico Ruggeri, Silvio Capeccia, Fulvio Muzio)
7. Contessa – 3:03 (Enrico Ruggeri, Fulvio Muzio)
8. Fashion – 3:56 (Enrico Ruggeri)
9. Crudele poesia – 3:57 (Enrico Ruggeri, Silvio Capeccia)
10. La bella e la bestia – 3:48 (Enrico Ruggeri, Silvio Capeccia, Fulvio Muzio)
11. Triste storia di un cantante – 1:47 (Enrico Ruggeri, Silvio Capeccia)
12. Il primo livello – 3:03 (Enrico Ruggeri, Fulvio Muzio)
13. Vivo da re – 4:48 (Enrico Ruggeri, Silvio Capeccia)

Tracce bonus dell'edizione deluxe
1. La corte del Principe – 1:45 (Enrico Ruggeri, Fulvio Muzio)
2. Pernod – 4:49 (Enrico Ruggeri))
3. Leaving My Home – 5:08 (Enrico Ruggeri, Silvio Capeccia, Enrico Ruggeri)

## Formazione
- Enrico Ruggeri – voce, chitarra ritmica
- Silvio Capeccia – pianoforte, sintetizzatore, mellotron, Vox Continental, cori
- Fulvio Muzio – chitarre, cori
- Lorenzo Poli – basso
- Massimiliano Agati – batteria

## Classifiche
| Classifica | Posizione massima |
| ---------- | ----------------- |
| Italia     | 9                 |